# Jezioro Łąkie (gmina Bierzwnik)
Jezioro Łąkie (Zieleniewo) – jezioro na Pojezierzu Choszczeńskim, położone w województwie zachodniopomorskim, w powiecie choszczeńskim, w gminie Bierzwnik o powierzchni 20,28 ha. Maksymalna głębokość jeziora wynosi 18,5 m. Nad częścią zachodniego brzegu jeziora leży wieś Zieleniewo. 
Zbiornik znajduje się w zlewni Mierzęckiej Strugi.